# 岸本豊太郎
岸本 豊太郎（豐太郎、きしもと とよたろう、1860年3月7日（万延元年2月15日）- 1911年（明治44年）12月31日）は、明治期の実業家、政治家。貴族院多額納税者議員、神戸商業会議所（現神戸商工会議所）会頭。

## 経歴
摂津国八部郡兵庫津（兵庫県神戸区、神戸市湊西区を経て現神戸市兵庫区）で、醤油醸造業、米穀仲買業・岸本甚介、貞彰の二男として生まれる。年少で父を失い母に養育され、13歳で大阪の素封家・豊田宇左衛門家で丁稚奉公し、1874年（明治7年）10月に分家して金銭貸付業を営んだ。
1892年（明治25年）兵庫貯蓄銀行を設立し、さらに1894年（明治27年）岸本銀行を設立して頭取となる。その他、兵庫倉庫専務取締役、神戸瓦斯取締役、満州商業監査役、帝国水産監査役、神栄監査役、神戸商業会議所議員などを務め、1905年（明治38年）3月、神戸商業会議所会頭に就任した。
政界では、1888年（明治21年）神戸市湊西区会議員に就任。その後、神戸市会議員、同参事会員、兵庫県会議員、兵庫県防疫評議員、済生会評議員などを務めた。
1911年7月、兵庫県多額納税者として貴族院議員に互選され、同年9月29日、貴族院多額納税者議員に任じられたが、同年12月に死去した。